# Droga hamowania
Droga hamowania – odległość przebyta przez pojazd w czasie od uruchomienia hamulca pojazdu do całkowitego zatrzymania się na równej, poziomej drodze o dobrej nawierzchni. Aby wartości były porównywalne, często podaje się drogę hamowania z prędkości 100 km/h do całkowitego zatrzymania.
W przepisach dotyczących ruchu drogowego (Dz.U. z 2024 r. poz. 502 – Rozporządzenie Ministra Infrastruktury z dnia 31 grudnia 2002 r. w sprawie warunków technicznych pojazdów oraz zakresu ich niezbędnego wyposażenia) hamulce zasadnicze pojazdu uznaje się za sprawne, Skuteczność hamowania określa się wskaźnikiem, który jest stosunkiem siły hamowania do siły wynikającej z dopuszczalnej masy całkowitej pojazdu lub stosunkiem opóźnienia hamowania (uzyskanego na drodze poziomej o nawierzchni twardej, suchej i czystej) do przyśpieszenia ziemskiego. – np. dla autobusu 45%.
Zależność drogi hamowania od prędkości można określić, przyrównując energię kinetyczną samochodu w chwili poprzedzającej hamowanie z pracą hamowania, którą określa się jako iloczyn siły hamowania i drogi hamowania. Praca W wykonana przez siłę tarcia równa jest zmianie energii kinetycznej Ek od wartości początkowej do zera
{\displaystyle W=\Delta E_{k}=E_{k}-0={\frac {mv^{2}}{2}}}
{\displaystyle W=Fs}
gdzie:
F – siła hamująca,
s – droga hamowania.
Przyjmując, że siła hamowania spełnia warunki siły tarcia, można zapisać
{\displaystyle F=\mu N=\mu mg}
{\displaystyle a=\mu g}
gdzie:
μ – efektywny współczynnik tarcia,
N – siła nacisku,
a – przyspieszenie (opóźnienie) związane z hamowaniem.
Ze wzorów tych można wyznaczyć drogę hamowania
{\displaystyle s={\frac {v^{2}}{2a}}={\frac {v^{2}}{2\mu g}}}
Ze wzoru tego wynika, że droga hamowania jest proporcjonalna do kwadratu prędkości oraz zależy od opóźnienia samochodu podczas hamowania. Opóźnienie zależy głównie od warunków hamowania, a jego maksymalna wartość jest równa iloczynowi przyspieszenia ziemskiego i współczynnika tarcia opon o jezdnię, statycznego przy obracających się kołach lub kinetycznego przy zablokowanych kołach. Ze wzoru wynika również, że droga hamowania nie zależy od masy pojazdu, ale współczynnik tarcia częściowo zależy od siły nacisku. Poza tym nieprawidłowy rozkład masy w pojeździe prowadzi do nierównomiernego rozkładu nacisku kół na jezdnię, a nieprawidłowe wyregulowanie lub niesprawność hamulców prowadzi do nieodpowiedniego rozłożenia sił hamujących koła, skutkując kolejno:
- przedwczesnym zablokowaniem niektórych kół,
- wejściem w poślizg,
- obniżeniem sumarycznej siły hamującej,
- wydłużeniem drogi hamowania.